# Poecilotheria metallica
Poecilotheria metallica is een spinnensoort uit de familie der vogelspinnen. Het is een vrij grote soort: de lengte (inclusief poten) kan tot 20 cm bedragen.
De soort komt in het zuidoosten van India voor, de spin leeft in bomen en bouwt een asymmetrisch tunnelweb. De spin kan vrij agressief reageren en heeft een vrij krachtig gif. Dit kan jeuk en een stekende pijn veroorzaken.
De vrouwtjes leven ongeveer 12 jaar, de mannetjes 3 tot 4 jaar, waardoor de vrouwtjes meestal meer waard zijn (de prijs kan oplopen tot $500). Ook het feit dat de vrouwtjes zeer moeilijk te kweken zijn  maakt deze soort erg geliefd bij spinnenliefhebbers.
De soort staat als kritiek op de Rode Lijst van de IUCN.